# Lokey Peak
Lokey Peak ist ein kleiner und spitzer Nunatak im Palmerland auf der Antarktischen Halbinsel. In den Gutenko Mountains ragt er am südöstlichen Ausläufer der Guthridge-Nunatakker auf.
Der United States Geological Survey kartierte ihn 1974. Das Advisory Committee on Antarctic Names benannte ihn 1976 nach William M. Lokey, Leiter der Palmer-Station im Jahr 1975, der bereits zuvor 1970 und 1974 auf der McMurdo-Station überwintert hatte.